# Polityka zagraniczna Mongolii
Polityka zagraniczna Mongolii – polityka zagraniczna prowadzona przez władze Mongolii.
Od swojego powstania w 1911 roku polityka zagraniczna Mongolii skupia się przede wszystkim na stosunkach bilateralnych z sąsiednimi krajami czyli ze Związkiem Socjalistycznych Republik Radzieckich (później Rosją) oraz Chinami. Usytuowana pomiędzy tymi dwiema potęgami politycznymi i gospodarczymi Mongolia balansowała pomiędzy nimi starając się rozwijać dobrosąsiedzkie stosunki na równi z oboma państwami.
Od lat 90. „Trzecim Sąsiadem” – kolejnym najważniejszym partnerem dla Mongolii są Stany Zjednoczone. Ponadto ważne dla Mongolii są stosunki dyplomatyczne z innymi państwami regionu: Japonią, Koreą Południową i Północną oraz Kazachstanem.
Mongolia jest członkiem Organizacji Narodów Zjednoczonych dopiero od 1960 roku, z uwagi na wcześniejsze veto stawiane przez władze Republiki Chińskiej (Tajwanu), które uważają tereny Mongolii Zewnętrznej za część własnego terytorium.
Mongolia jest członkiem licznych organizacji międzynarodowych m.in.: FAO, IAEA, ICAO, ILO, Interpolu, ISO, UNESCO czy WHO.
Mongolia utrzymuje stosunki dyplomatyczne z 164 państwami, a także z Unią Europejską.

## Państwa utrzymujące stosunki dyplomatyczne z Mongolią
Lista państw, z którymi Mongolia utrzymuje stosunki dyplomatyczne, wraz z datą ich zawarcia:
1. Rosja, od 5 listopada 1921
2. Korea Północna, od 15 października 1948
3. Albania, od 24 maja 1949
4. Chińska Republika Ludowa, od 16 października 1949
5. Polska, od 14 kwietnia 1950
6. Bułgaria, od 22 kwietnia 1950
7. Węgry, od 28 kwietnia 1950
8. Rumunia, od 29 kwietnia 1950
9. Wietnam, od 17 listopada 1954
10. Indie, od 24 grudnia 1955
11. Mjanma, od 26 września 1956
12. Serbia, od 20 listopada 1956
13. Indonezja, od 22 grudnia 1956
14. Gwinea, od 22 kwietnia 1960
15. Kambodża, od 30 listopada 1960
16. Kuba, od 7 grudnia 1960
17. Nepal, od 5 stycznia 1961
18. Mali, od 25 stycznia 1961
19. Algieria, od 25 czerwca 1961
20. Sri Lanka, od 1 lutego 1962
21. Afganistan, od 1 lutego 1962
22. Irak, od 5 lutego 1962
23. Pakistan, od 6 lipca 1962
24. Laos, od 12 września 1962
25. Wielka Brytania, od 23 stycznia 1963
26. Egipt, od 2 kwietnia 1963
27. Austria, od 1 lipca 1963
28. Finlandia, od 15 lipca 1963
29. Szwajcaria, od 22 maja 1964
30. Szwecja, od 30 czerwca 1964
31. Francja, od 27 kwietnia 1965
32. Ghana, od 7 grudnia 1965
33. Kongo, od 31 grudnia 1966
34. Tanzania, od 17 stycznia 1967
35. Etiopia, od 24 stycznia 1967
36. Grecja, od 3 marca 1967
37. Mauretania, od 30 czerwca 1967
38. Syria, od 31 lipca 1967
39. Norwegia, od 11 stycznia 1968
40. Dania, od 5 sierpnia 1968
41. Turcja, od 24 czerwca 1969
42. Singapur, od 11 czerwca 1970
43. Republika Środkowoafrykańska, od 18 czerwca 1970
44. Włochy, od 29 czerwca 1970
45. Sudan, od 7 lipca 1970
46. Maroko, od 14 lipca 1970
47. Jemen, od 28 sierpnia 1970
48. Somalia, od 28 lutego 1971
49. Iran, od 20 maja 1971
50. Chile, od 1 czerwca 1971
51. Belgia, od 8 lipca 1971
52. Argentyna, od 7 września 1971
53. Malezja, od 8 września 1971
54. Nigeria, od 21 września 1971
55. Japonia, od 24 lutego 1972
56. Holandia, od 6 marca 1972
57. Bangladesz, od 28 czerwca 1972
58. Australia, od 15 września 1972
59. Filipiny, od 11 października 1973
60. Kanada, od 30 listopada 1973
61. Cypr, od 19 grudnia 1973
62. Niemcy, od 31 stycznia 1974
63. Tajlandia, od 5 marca 1974
64. Islandia, od 4 czerwca 1974
65. Portugalia, od 26 lipca 1974
66. Demokratyczna Republika Konga, od 4 lutego 1975
67. Nowa Zelandia, od 8 kwietnia 1975
68. Kuwejt, od 17 czerwca 1975
69. Meksyk, od 25 września 1975
70. Mozambik, od 27 września 1975
71. Gwinea Bissau, od 14 października 1975
72. Wyspy Świętego Tomasza i Książęca, od 22 października 1975
73. Republika Zielonego Przylądka, od 19 listopada 1975
74. Angola, od 10 lutego 1976
75. Fidżi, od 15 marca 1976
76. Liberia, od 23 kwietnia 1976
77. Libia, od 16 czerwca 1976
78. Papua-Nowa Gwinea, od 16 czerwca 1976
79. Luksemburg, od 11 lipca 1976
80. Tunezja, od 15 lutego 1977
81. Benin, od 2 kwietnia 1977
82. Kostaryka, od 6 czerwca 1977
83. Hiszpania, od 5 lipca 1977
84. Zambia, od 2 października 1978
85. Palestyna, od 25 kwietnia 1979
86. Madagaskar, od 11 maja 1979
87. Malta, od 8 sierpnia 1979
88. Nikaragua, od 13 października 1979
89. Gujana, od 15 grudnia 1979
90. Grenada, od 25 lipca 1980
91. Jordania, od 21 maja 1981
92. Seszele, od 21 sierpnia 1981
93. Ekwador, od 30 października 1982
94. Zimbabwe, od 30 sierpnia 1984
95. Lesotho, od 2 lipca 1985
96. Burkina Faso, od 25 października 1985
97. Malediwy, od 6 listopada 1985
98. Senegal, od 12 grudnia 1985
99. Wybrzeże Kości Słoniowej, od 6 lipca 1986
100. Stany Zjednoczone, od 27 stycznia 1987
101. Brazylia, od 19 czerwca 1987
102. Kolumbia, od 10 sierpnia 1988
103. Boliwia, od 1 marca 1989
104. Korea Południowa, od 26 marca 1990
105. Namibia, od 30 października 1990
106. Wenezuela, od 14 grudnia 1990
107. Izrael, od 2 października 1991
108. Łotwa, od 15 października 1991
109. Estonia, od 20 listopada 1991
110. Litwa, od 11 grudnia 1991
111. Ukraina, od 21 stycznia 1992
112. Kazachstan, od 22 stycznia 1992
113. Białoruś, od 24 stycznia 1992
114. Uzbekistan, od 25 stycznia 1992
115. Mołdawia, od 30 stycznia 1992
116. Armenia, od 21 lutego 1992
117. Stolica Apostolska, od 4 kwietnia 1992
118. Azerbejdżan, od 16 kwietnia 1992
119. Kirgistan, od 22 kwietnia 1992
120. Turkmenistan, od 23 kwietnia 1992
121. Tadżykistan, od 24 kwietnia 1992
122. Oman, od 27 kwietnia 1992
123. Gruzja, od 12 maja 1992
124. Brunei, od 18 maja 1992
125. Słowacja, od 1 stycznia 1993
126. Czechy, od 1 stycznia 1993
127. Słowenia, od 18 lutego 1993
128. Bośnia i Hercegowina, od 24 lutego 1993
129. Chorwacja, od 10 marca 1993
130. Republika Południowej Afryki, od 25 maja 1994
131. Macedonia, od 27 czerwca 1995
132. Zjednoczone Emiraty Arabskie, od 1 kwietnia 1996
133. Peru, od 30 maja 1997
134. Urugwaj, od 7 października 1997
135. Katar, od 21 stycznia 1998
136. Liban, od 5 lutego 1998
137. Liechtenstein, od 18 marca 1998
138. Bahrajn, od 16 maja 1998
139. Irlandia, od 22 grudnia 1998
140. Salwador, od 14 lipca 1999
141. Tonga, od 4 kwietnia 2000
142. Paragwaj, od 17 czerwca 2003
143. Timor Wschodni, od 28 października 2003
144. Gwatemala, od 3 lipca 2006
145. Czarnogóra, od 1 lutego 2007
146. Arabia Saudyjska, od 12 lutego 2007
147. San Marino, od 25 kwietnia 2007
148. Monako, od 22 maja 2008
149. Dominikana, od 27 maja 2010
150. Nauru, od 13 października 2011
151. Saint Vincent i Grenadyny, od 13 października 2011
152. Wyspy Salomona, od 13 października 2011
153. Dominika, od 18 października 2011
154. Honduras, od 19 października 2011
155. Andora, od 21 listopada 2011
156. Komory, od 5 grudnia 2011
157. Tuvalu, od 5 grudnia 2011
158. Sudan Południowy, od 20 grudnia 2011
159. Malawi, od 21 grudnia 2011
160. Samoa, od 21 grudnia 2011
161. Gambia, od 22 grudnia 2011
162. Panama, od 17 stycznia 2012
163. Bhutan, od 18 stycznia 2012
164. Kenia, od 22 marca 2012